# Amphiesma ishigakiense
Amphiesma ishigakiense là một loài rắn trong họ Colubridae. Loài này được Malnate & Munstermann mô tả khoa học đầu tiên năm 1960.